# HD 155940
HD 155940，又名CD-3013968，SAO 208606、HR 6403，是一颗恒星，视星等为6.21，位于銀經355.38，銀緯4.71，其B1900.0坐标为赤經17h 9m 28.1s，赤緯-30° 4.71′ 43″。